# Vendoire
Vendoire – miejscowość i gmina we Francji, w regionie Nowa Akwitania, w departamencie Dordogne.
Według danych na rok 1990 gminę zamieszkiwało 185 osób, a gęstość zaludnienia wynosiła 16 osób/km² (wśród 2290 gmin Akwitanii Vendoire plasuje się na 992. miejscu pod względem liczby ludności, natomiast pod względem powierzchni na miejscu 962.).